# Tekh-festival

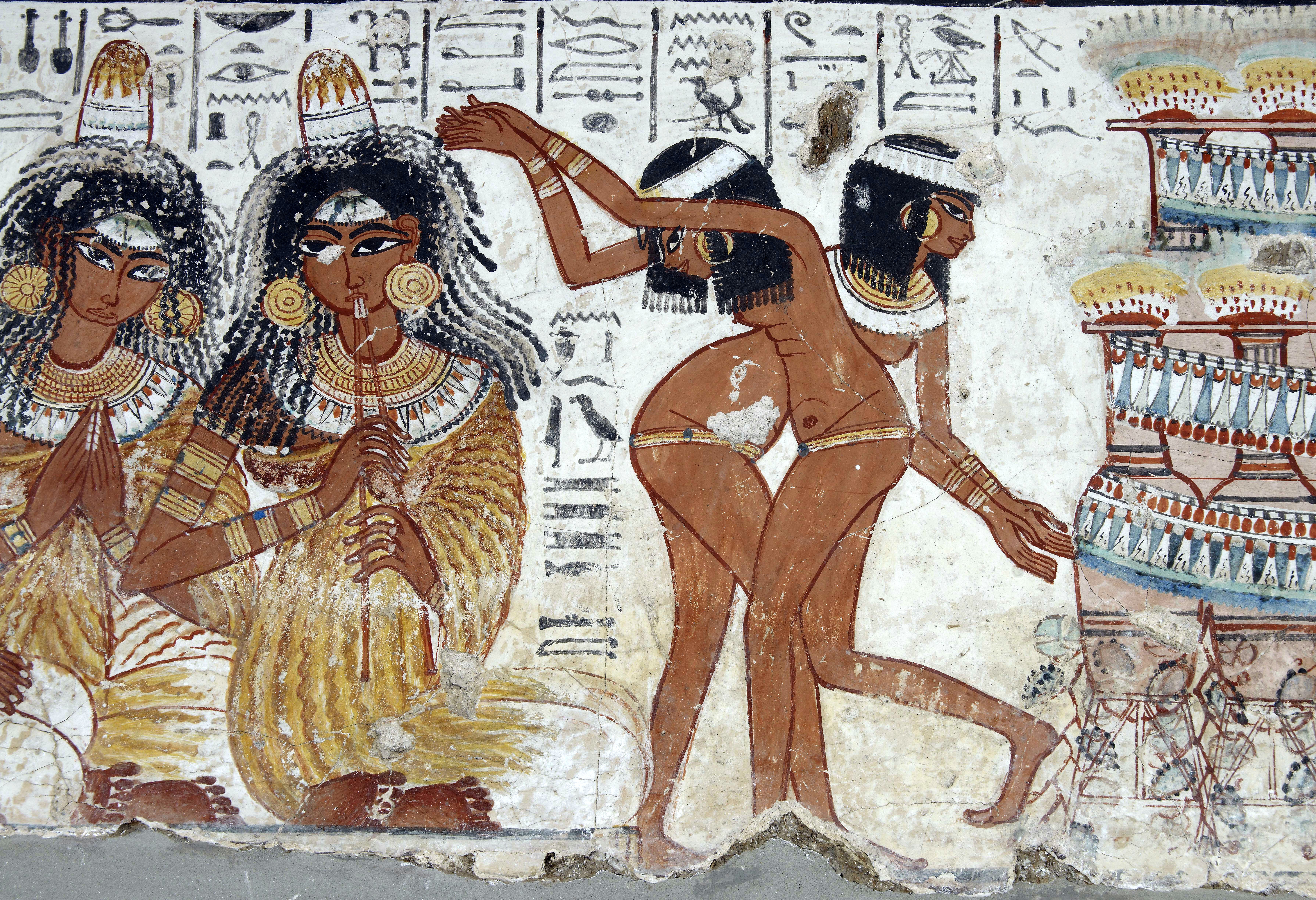
Muurschildering van muzikanten en dansers in de Grafkapel van Nebamoen

Het Tekh-festival of het Festival van Dronkenschap was een festival dat in het Oude Egypte werd gehouden ter ere van de godin Hathor. Het festival herdacht de tijd waarin de mensheid door middel van bier gered werd van haar vernietiging.

## Mythologische achtergrond
De god Ra wilde een eind maken aan de wreedheid van de mensheid en zodoende stuurde hij Sechmet op hen af om de mensheid te vernietigen. Sechmet ging enthousiast aan de slag met het doden van de mensen, maar andere goden wisten Ra duidelijk te maken dat als hij de mensheid een les wilde leren, hij een einde moest maken aan de vernietiging van de mensheid. Ra gaf daarop de opdracht aan de godin van het bier, Tenenet, om een grote hoeveelheid bier rood te verven en af te leveren bij Dendera, dat gelegen was op het vernietigingspad van Sechmet. De godin vond het bier en verkeerde in de veronderstelling dat het bloed was en besloot het te drinken. Hierop viel ze in slaap en werd ze wakker als de zachtaardige en weldadige godin Hathor.

## Geschiedenis
Het festival vond zijn oorsprong ten tijde van het Middenrijk en was het populairst gedurende de vroege tijd van het Nieuwe Rijk om vervolgens uit de gratie te vallen onder koning Hatsjepsoet. Het Tekh-festival werd nieuw leven in geblazen tijdens de Romeinse overheersing van Egypte.

## Festival
In de Hal van Dronkenschap werden de aanbidders dronken, sliepen ze en werden ze wakker gemaakt door de drummers om omgang te hebben met de godin Moet. Sommige episodes van de dronkenschap worden geassocieerd met "reizen door de moerassen", wat een eufemisme was voor seksuele activiteit.